# Zdeněk Hora
Zdeněk Hora, vlastním jménem Zdeněk Novák (8. března 1903 Praha – ?) byl český filmový a divadelní herec a operetní zpěvák.

## Život
Od poloviny třicátých let působil v operetních divadlech (Malá opereta, Velká opereta, Švandovo divadlo) jako pěvecký sólista.
Jeho první filmová role byla role komisaře ve špionážním filmu Miroslava Cikána Vzdušné torpédo 48. V dalších letech se objevil v různých rolích, hlavní mužskou roli řidiče Ferdu, po boku Hany Vítové, hrál ve filmu Děvče za výkladem. Ve filmu Žena pod křížem, hrála jeho manželku Věra Ferbasová. Ve filmu Naši furianti, hrál zamilovaného Václava Dubského. V roce 1938, ve filmu Panenka, hrál svou poslední větší roli, sochaře Výra. Později hrál již menší či epizodní role ve čtyřech filmech, naposled v roce 1952. V letech 1950 až 1959 byl tajemníkem pražského Ústředního loutkového divadla (dnes Divadlo Minor). Další informace po roce 1959, kdy odešel do důchodu, již nejsou známy.

## Filmy

### Filmové role
- 1936 Vzdušné torpédo 48[1]
- 1937 Děvče za výkladem
- 1937 Hlídač č. 47
- 1937 Karel Hynek Mácha
- 1937 Naši furianti
- 1937 Žena pod křížem
- 1938 Panenka
- 1943 Bláhový sen[2]
- 1946 Průlom
- 1946 V horách duní
- 1952 Písnička za groš